# Düüreg

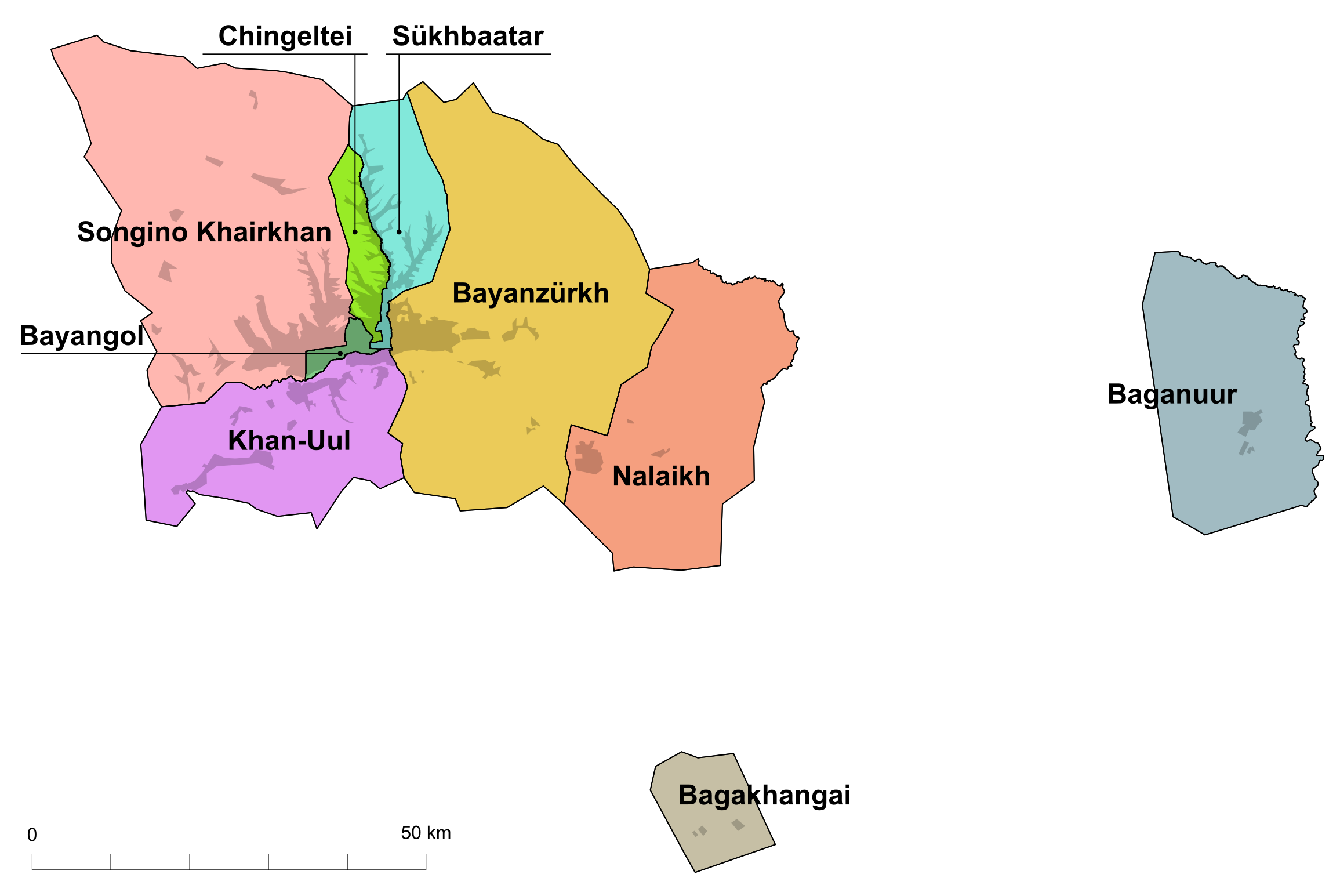
Các Düüreg của Ulaanbaatar

Düüreg (tiếng Mông Cổ: дүүрэг) là một khu vực hành chính trực thuộc thủ đô Ulaanbaatar của Mông Cổ. Mỗi düüreg lại tiếp tục được chia thành các khoroo. Mỗi düüreg cũng là một khu vực bầu cử để bầu những người đại diện vào Quốc hội.
| Düüreg            | Tiếng Mông Cổ  | Khoroo | Dân số 01.01.2006 | Tăng trưởng bình quân (%) | Dân số 01.01.2007 | Tăng trưởng bình quân (%) | Dân số 01.01.2008 | Tăng trưởng bình quân (%) | Dân số 01.01.2009 | Diện tích km² | Mật độ /km² |
| ----------------- | -------------- | ------ | ----------------- | ------------------------- | ----------------- | ------------------------- | ----------------- | ------------------------- | ----------------- | ------------- | ----------- |
| Bagakhangai       | Багахангай     | 2      | 3.776             | 1,4                       | 3.827             | 1,0                       | 3.864             | -3,2                      | 3.742             | 140,0         | 26,7        |
| Baganuur          | Багануур       | 4      | 25.261            | 1,9                       | 25.731            | 0,9                       | 25.969            | -0,4                      | 25.,877           | 620,2         | 41,7        |
| Bayangol          | Баянгол        | 20     | 160.479           | 0,2                       | 160.818           | 2,7                       | 165.159           | 2,5                       | 169.278           | 29,5          | 5.738,2     |
| Bayanzürkh        | Баянзүрх       | 24     | 196.132           | 7,9                       | 211.614           | 4,7                       | 221.565           | 6,2                       | 235.192           | 1.244,1       | 189,0       |
| Chingeltei        | Чингэлтэй      | 19     | 130.501           | 1,8                       | 132.883           | 2,4                       | 136.014           | 2,9                       | 140.019           | 89,3          | 1.568,0     |
| Khan Uul          | Хан Уул        | 14     | 87.912            | 3,4                       | 90.925            | 4,1                       | 94.670            | 4,4                       | 98.815            | 484,7         | 203,9       |
| Nalaikh           | Налайх         | 6      | 26.529            | 2,9                       | 27.297            | 3,1                       | 28.152            | 3,4                       | 29,115            | 687,6         | 42,3        |
| Songino Khairkhan | Сонгинохайрхан | 25     | 204.587           | 3,2                       | 211.056           | 4,4                       | 220.295           | 5,5                       | 232.326           | 1.200,6       | 193.5       |
| Sükhbaatar        | Сүхбаатар      | 18     | 117.233           | 5,0                       | 123.041           | 5,2                       | 129.486           | 2,8                       | 133.108           | 208,4         | 638,7       |
| Tổng              |                | 132    | 952.410           | 3.7                       | 987.192           | 3,8                       | 1.025.174         | 4,1                       | 1.067.472         | 4.704,4       | 226,9       |

Mặc dù thuộc Ulaanbaatar về mặt hành chính song Nalaikh và Baganuur là những đô thị riêng biệt. Bagakhangai và Baganuur là những khu vực tách rời khỏi thành phố, Bagakhangai bị tỉnh Töv bao quanh, Baganuur nằm trên ranh giới giữa Töv và tỉnh Khentii.